# 富士銀行
株式会社富士銀行（ふじぎんこう、英: The Fuji Bank, Limited）は、かつて東京都千代田区大手町に存在した日本の都市銀行。現みずほ銀行の前身のひとつ。2000年よりみずほホールディングス、2003年よりみずほフィナンシャルグループの傘下に入った。英略は「FBK」。芙蓉グループの中核企業。通称「都銀の雄」。
この項目では同行の前身である安田財閥の安田銀行についても説明する。

## 歴史

### 戦前 - 安田銀行

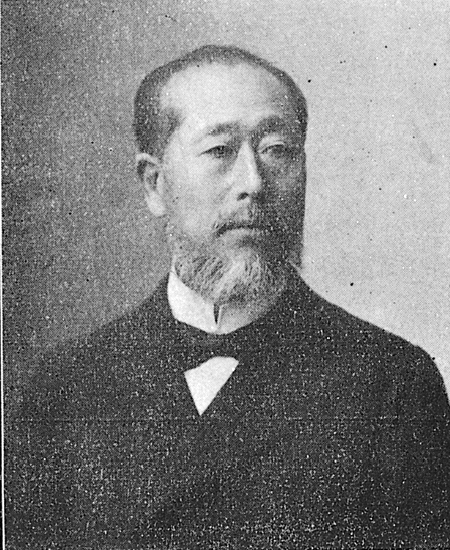
初代頭取安田善次郎

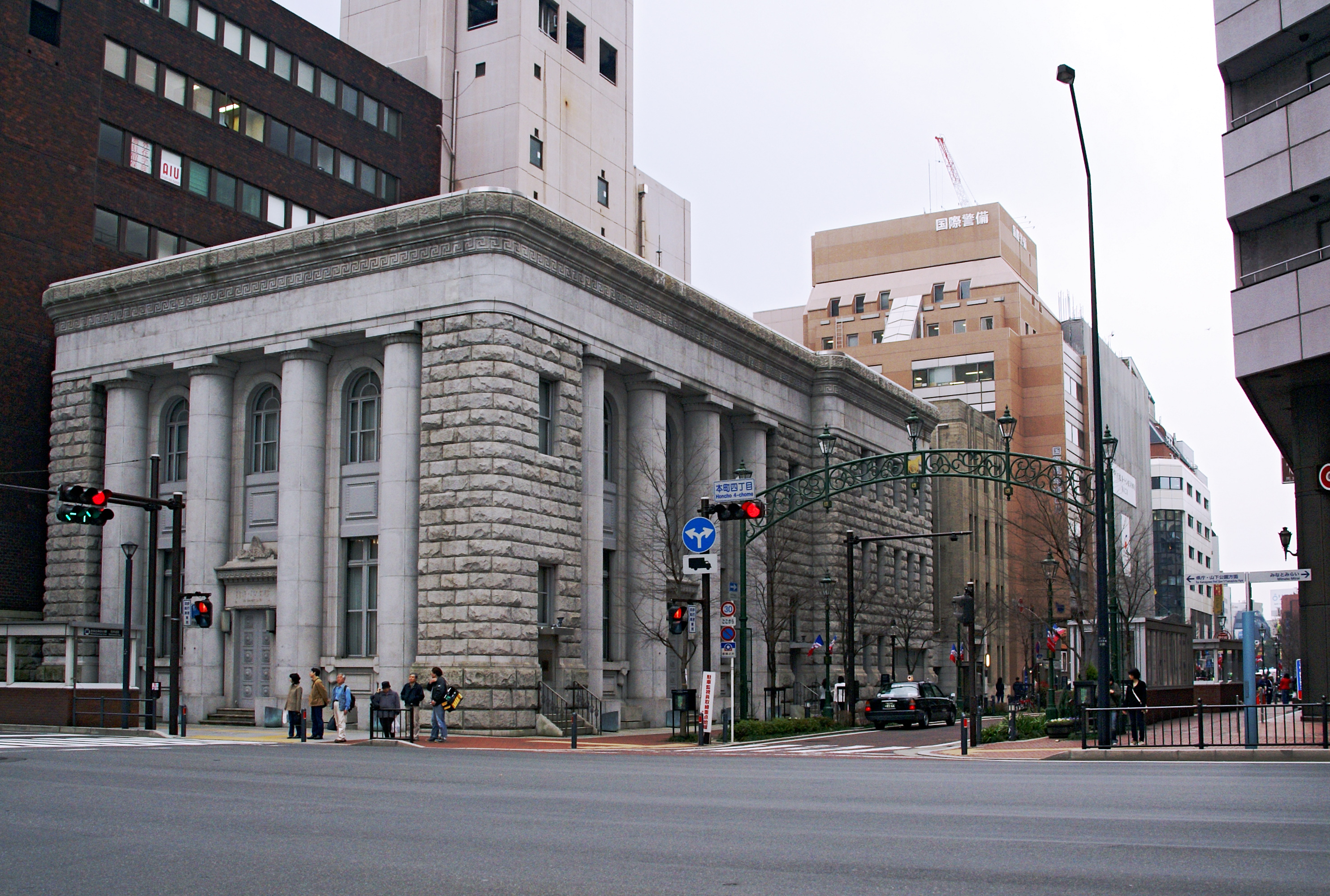
旧富士銀行（安田銀行）横浜支店、1929年建築（横浜市認定歴史的建造物）

1864年、安田財閥の創始者・安田善次郎は江戸日本橋乗物町（現在の東京都中央区日本橋堀留町）に露天の乾物商兼両替商・安田屋を開業した。2年後の1866年には日本橋小舟町へ移り安田商店と改称。発足したばかりでまだ信用力のない明治新政府の不換紙幣や公債を率先して引き受け、その流通に積極的に協力。1870年に正金金札等価通用布告がなされると、これらを額面引き換えし更なる巨万の利益を得ることになる。
1876年、この強固な資本を基盤に川崎八右衛門と共に日本橋小舟町に第三国立銀行を開業。また1880年には、本体の安田商店を合本安田銀行に改組した。こうして資本金20万円、従業員31人、店鋪数3（本店、栃木支店、宇都宮支店）をもって銀行としての歴史が始まった。明治の日本にあって、安田銀行は鉄道・築港などの大規模公共事業に資金を提供し、政府や自治体からの信頼を厚くする。そして、当時の東京府東京市や大阪府大阪市の二府もその中に含まれ、その後の富士銀行の本金庫業務（指定金融機関）としての地位、「公金の安田」の名声を築いていくこととなる。
時代が大正に移ると、第一次世界大戦や関東大震災、それに続く不況によって社会情勢は不安定化。資金力・信用力が脆弱な中小の銀行は経営難に陥ったが、安田銀行はこれを援助し、時には吸収・合併を行い預金者の救済にあたった。こうして親密となった11行が1923年に大合同して新：安田銀行となる。資本金1億5000万円、預金5億4200万円、貸出金5億2100万円、店鋪数211、従業員数3,700人などいずれの分野においても国内首位となり、この座は1971年の第一勧業銀行誕生まで不動であった。
初代安田銀行末期の店舗網は栃木県から東北方向に伸びていた。

#### 統合参加10行の概要

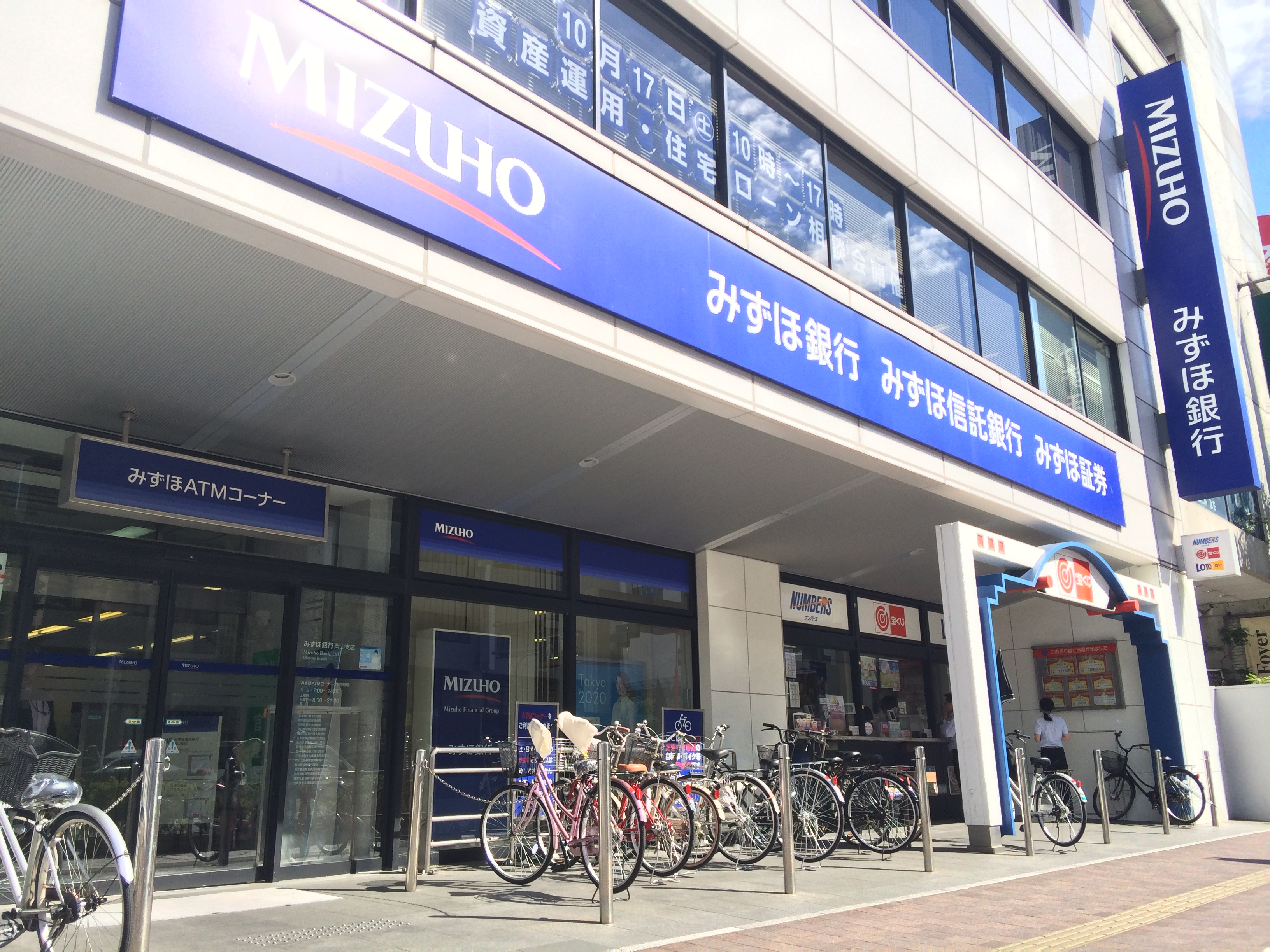
二十二銀行本店の流れを汲むみずほ銀行岡山支店。

第三銀行

同行は、大阪で国立銀行免許を安田が譲り受けて設立。安田系の大合同に参加したなかで、2番目の規模ではあったが、初代安田銀行との店舗の重複は東京（小舟町本店）と横浜の2店舗であり、その他は大阪、山陰地方などに店舗を有していた。
営業店としては現在のみずほ銀行函館支店がある.

明治商業銀行
同行はもともと安田と加賀前田家によって設立。安田系銀行として安田、第三に次ぐ規模の銀行であった。本店は東京八重洲に置き東京府内を中心に群馬県数ヶ所と石川県金沢市、長野県松本市に計22店舗を有していた。
根室銀行
1898年に北海道根室町に柳田藤吉が設立（設立時より安田善次郎が顧問就任）した。翌年の増資に際し安田が引き受けることになった。道内（道央・道南を除く）各地に全19店舗を置いていた。営業店として現存するのは、みずほ銀行釧路支店、帯広支店（当時の支店建物は十勝信用組合本店として利用されている）。 なお、昭和中期に日本勧業銀行帯広支店の営業権を富士銀行が引き受けた。みずほ帯広支店は旧日本勧業銀行帯広支店の場所にある。
神奈川銀行
現在の横浜市神奈川区に本店を置き明治恐慌や大戦後不況などで不調となったのち全支店廃止し、本店内に第三銀行神奈川支店が設けられ有価証券も第三銀行に譲渡された。安田系となった銀行としては参加11行の中でもっとも遅い。営業店としては現在のみずほ銀行横浜駅前支店。現存する第二地銀の同名の銀行とは無関係である。
信濃銀行
小坂善之助ら8名により私立銀行として設立したが1905年末に生糸価格の暴落もあり苦境に陥り1908年に安田の手により救済された。店舗は長野県中心に18店舗有していた。営業店としては現在のみずほ銀行長野支店。1928年（昭和3年）に設立された信濃銀行とは歴史的に全くの別銀行である。
京都銀行
1894年に開業するも7年後の1901年の恐慌により経営は悪化。安田の手により救済された。現存する同名の銀行とは無関係である。店舗は京都府、福井県に6店舗を有していた。営業店としては現在のみずほ銀行京都支店。
百三十銀行
1878年に松本重太郎が大阪市東区（現在の中央区）高麗橋に資本金25万円で第百三十国立銀行として設立した。旧徳島藩士の小室信夫と組んで、宮津や福知山の旧藩士を説き、金禄公債を資本金として出資させるのに成功した。初代頭取には、小室の父佐喜蔵が、取締役には渋谷、稲田、松本誠直が就任し、重太郎は取締役兼支配人となった。1880年には重太郎が頭取に就任した。こうして1896年には、貸出額は住友銀行をしのぎ、在阪銀行のトップの座を占めた。1898年、国立銀行の満期解散にともない、同行は普通銀行に転換し、百三十銀行と改称。同行は百三十六銀行、大阪興業銀行、小西銀行、西陣銀行、福知山銀行、八十七銀行を合併し、1902年末には資本金325万円、大阪・京都・滋賀（末期には撤退）・福井・福岡に15店舗をもつ大銀行となったがその後の1904年（明治37年）に休業・破綻により安田が救済しそれ以降安田系の銀行となる。安田銀行への大合同直前には前記の地域に加え、朝鮮半島にも4店舗所を含む27店舗を有していた。営業店としては現在のみずほ銀行大阪支店ほか。
日本商業銀行
1895年に開業。翌年には福岡県門司町と北海道小樽町に進出。さらには営業満期となった第百三国立銀行を吸収合併。現在の神戸市兵庫区に本店を置き店舗は兵庫県内はもとより、山口県、福岡県、長崎県長崎市、北海道小樽市に全13店舗を有していた。本店は営業店としては現在のみずほ銀行神戸支店。
二十二銀行

1876年の国立銀行条例改正と共の有志により第二十二国立銀行を設立。その後1897年に二十二銀行と改称。当時の地方銀行としては屈指の規模を誇るが1901年に苦境に陥り安田の手に委ねられた。岡山市に本店を置き、店舗網は岡山県を中心に香川、広島県内に全23店舗を有していた。営業店としては現在のみずほ銀行岡山支店ほか4店舗。
肥後銀行
前身は第六国立銀行。現在の同名の銀行とは異なる。1877年に福島市で開業した後、1892年に本店を東京に移すものの最終的には熊本市に移転していた。そのなかで大阪支店の廃止や第九銀行の吸収合併などを行った。統合直前には熊本県を中心に全19店舗を有していた。営業店としては現在のみずほ銀行熊本支店。

### 戦後 - 富士銀行

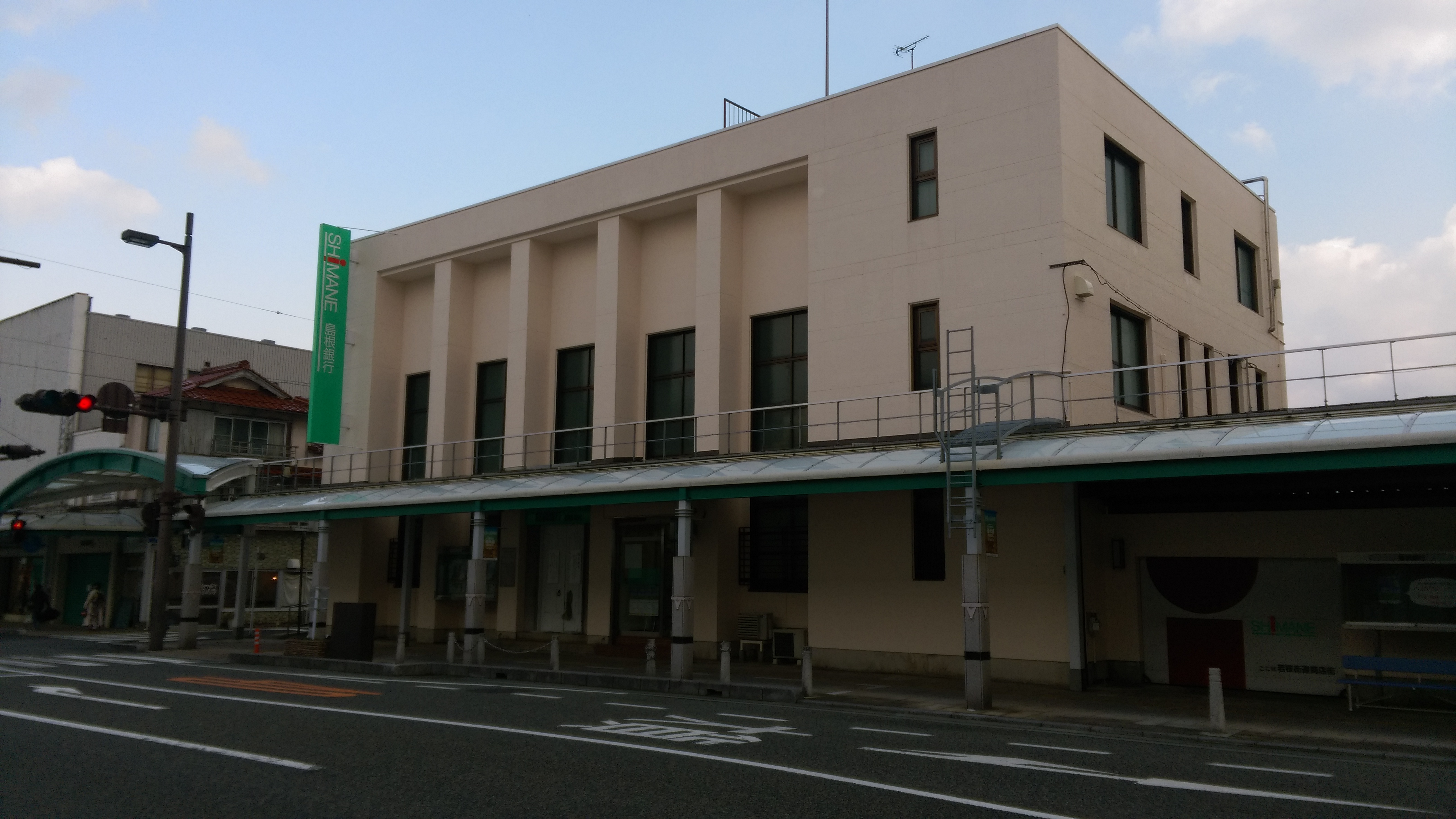
旧：富士銀行鳥取支店（1951年～1968年撤退・完全廃止まで使用　建物としては島根銀行鳥取支店）

終戦後の財閥解体によって安田銀行は安田家と決別する意思のもとに、1948年（昭和23年）、富士銀行と改称。「富士」という新商号は、日本最高峰である富士山にちなんでおり、「国民」「共立」「日本商業」「富士」などの中から京浜地区の行員によるアンケートの結果選ばれたものである。戦前からの強みであった公金取り扱いに加えて、芙蓉グループの結成により一大企業系列の中核となった。1948年時点で新資本金13億5000万円、従業員数7899人、店舗数189であり、読んで字の如く「日本最大の銀行」が誕生した。
上記の通り富士銀行は終戦後、しばらく都市銀行界においてトップの地位にあった。だが、2位の三菱銀行、3位の住友銀行が企業集団を背景にトップの座を目指し猛攻を開始。旧安田財閥には事業部門に優良企業がなかったため、富士銀行は苦戦が目立ち始めた。そこで、案出された戦略が「経済主流取引」であった。「経済主流取引」とは、その時々の経済情勢において、主流を成すと思われる経済主体（当時は大企業）取引を強化しメインバンクとなることであり、富士銀行は東京大学（東京帝国大学）出身の優秀な行員を企画部に配置。「経済主流取引」を任せられる有為な人材の育成に力を注いだ。この「経済主流取引」が全店レベルで実践に移されると、重点を置く企業の取引担当店（主管店）が取引先を調べ、その取引先の所在地の支店と協力しながら、取引を開拓する「躍進三大運動」（預金の躍進、基盤の確立、合理化）を展開した。なお、この「経済主流取引」なる用語を考えた出したのは業務部綜合企画課課長代理であった松澤卓二（のち頭取）であった。
富士銀行を中心とした企業集団が明確に形成されるのは、1950年代のことである。当時常務であった岩佐凱実（のち頭取）が中心となって有力取引先の社長らと懇談を重ね、融資先とのコネクションの形成を担った。そうした中、髙島屋から分離して発足した商社の高島屋飯田が経営不安に陥り、再建策が俎上に載った。当初三井物産などに営業譲渡が模索されたが、結果として富士の主導で丸紅との合併話が進み、丸紅飯田（のち丸紅に改称）が誕生した。これに伴い、融資系列も住友銀行から富士の系列となり、丸紅は富士における融資系列を代表する企業となった。加えて丸紅は富士の融資系列企業との商取引も拡大。これによって、従前、繊維部門偏重だった丸紅は総合商社として脱皮することに成功した。こうして、資金の流れを管理する銀行・モノの流れを管理する商社からなる戦後高度経済成長の企業集団に必要な2つの要素が揃い、芙蓉グループの基礎が整った。
昭和40年代、日本企業の相次ぐ海外進出やユーロ市場拡大が目立ち始め、銀行業界にも本格的に国際化の波が押し寄せて来た。富士銀行は既に1952年の時点で、第二次世界大戦後初の海外拠点として富士銀行ロンドン支店（場所はフィンスベリーサーカス）を開設していたほか、1956年のニューヨーク支店開設により世界二大金融市場に進出するなど、国際化時代を見越した海外活動を展開していた。昭和40年代にはスイス、東南アジア等に駐在事務所や現地法人を開設して海外拠点網を整備、外国銀行との提携を推し進めた。
個人向け業務の分野でも「みなさまの富士銀行」をキャッチコピーに掲げ、創業80周年を迎える1960年には「カラコロ富士へ」（＝下駄履きで気軽に入れる銀行）を新たに採用。法人・個人の双方に強い名門都銀として、また東京都及び特別区との強いつながりから「都銀の雄」、「東京の地銀」として長らく歩んだ。
こうして紛れもない上位行として君臨するが、1970年代以降は第一勧業銀行が発足して長年君臨していた預金量業界トップの座を奪われるなど、その地位は徐々に低下していた。このため、1970年代後半には同じく都銀上位行であった三和銀行との合併を画策し、業界トップの座の奪回を狙っていた。東京本店の富士銀行と大阪本店の三和銀行は店舗網のバランスでも補完性が非常に高く、経営状態、総資産も両行ほぼ同じで事実上の非財閥銀行同士であり、吸収されるリスクも皆無であったため互いに合併のメリットが大きかった。更に三和銀行系の多くの企業が富士銀行を準主力行、もしくは三和銀行と並ぶ主力行にしていたため、合併交渉も順調に進み三和とは合意寸前にまで達したが、金融業界全体が護送船団方式にどっぷりつかっていた当時では「巨大銀行の誕生は預金の寡占につながり、銀行業界にとって好ましくない」という理由で大蔵省からの認可が下りなかったため、この合併はご破算となってしまった。
1980年代に入ると、住友銀行が積極的な営業を展開する中、平和相互銀行を吸収合併。首都圏攻勢の足場を築き、バブル期に突入するとより一層営業に力を入れた。焦る富士は対抗して営業部隊を投入、白兵戦を繰り広げ「FS戦争」（両社の頭文字から。「富士住友戦争」とも言う）と呼ばれる熾烈な貸出競争を繰り広げ、1988年10月、住宅を担保にどんな使途でも自由に使えるカードローンである「住活ローン」の取り扱いを拡大し、翌年9月には「絵画担保ローン」も導入。バブル景気に踊った。ちなみに1989年（平成元年）に発表された世界時価総額ランキングではNTT、日本興業銀行、住友銀行に次いで世界第4位（670.8億ドル）であった。
また富士は、元々は三和銀行と繋がりの深かった大阪に本店を置く有力な信用組合であった大阪府民信用組合の経営に深く関与するようになり、富士から府民信組に対する紹介預金の過半がイトマン事件で逮捕された許永中や伊藤寿永光の関連企業に流れていたことが発覚した。さらに当時の府民信組理事長が画策していた大阪南部を基盤としていた河内信用組合と府民信組の合併が実現した際には、府民信組理事長は余剰となった店舗を富士に譲り渡すとの内諾を富士の関西駐在役員と交わしていた。

### バブル崩壊 - 統合
1990年代、不良債権問題・金融システム不安の拡大と並行して、富士銀行の経営は悪化の一途を辿る。金融ビッグバンの流れに乗って1994年に富士証券（現：みずほ証券）・1996年に富士信託銀行（現：みずほ信託銀行）を設立するなど業績改善を図ったが、いずれも収益の柱となるには至らなかった。また、前年に日本興業銀行に合併の打診をしたが、破談になった。しかし、これが第一勧銀・興銀との統合へとつながったことは否めない。

#### 山一證券の再建・自主廃業

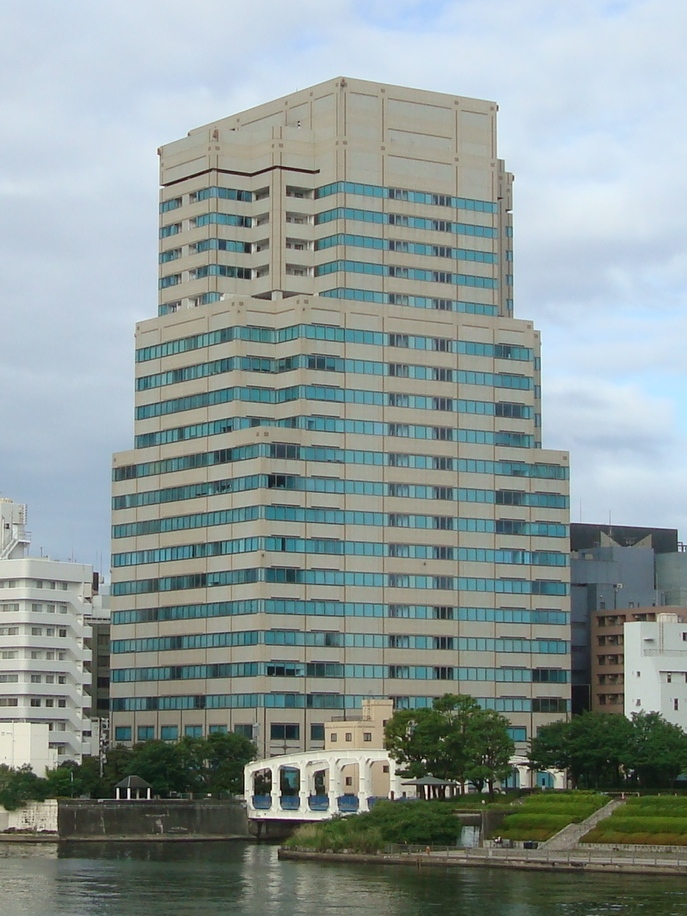
かつて山一證券本社が入居していた茅場町タワー

山一證券のメインバンクは富士銀行、三菱銀行、日本興業銀行の3行であった。山一の新体制発足後から再建案作成のために，担当者を派遣し本格的に山一の経営状態の実態把握に着手し始めた。3行のなかでは特に富士銀行が、この再建案作成の過程を先導していた。しかし、関連会社と山一との関係が不明確であるため作業は難航した。富士銀行の一角に「山一再建室」が設けられ、実態解明が進められた。作業に参加した大蔵省（現在の財務省）が調査した際、1965年3月末時点で山一證券の赤字は資本金60億円に対し実に282億円にまで膨張していたが、実際に公表されていた数字は84億円であった。
1965年5月21日の西日本新聞の朝刊記事によって「昭和40年の証券恐慌」下の日銀特融は始まった。大蔵省は報道による金融不安の発生を憂慮し、 在京報道機関に報道の自粛を要請していたが、西日本新聞はこの自粛協定に加わっていなかったため、独自取材に基づいて掲載に踏み切ったからである。28日、東京都港区赤坂の日銀氷川寮で、政府・金融界トップの極秘会談が行われた。出席者は田中角栄蔵相、佐藤一郎大蔵事務次官、高橋俊英銀行局長、加治木俊道財務局調査官、佐々木直日銀副総裁、中山素平興銀頭取、岩佐凱実富士頭取、田実渉三菱頭取の3銀行頭取であった。議論は百出し、2時間に及ぶ小田原評定となった。田実渉が｢この際、証券取引所を閉めて、ゆっくり今後の方策を考えたらどうですか｣と発言したのに対し、田中蔵相は｢それでも銀行の頭取か。これがもし銀行のことだったらキミはどうするのか｣と一喝した。驚いた中山らが取り直して急転直下、山一證券に対し日本銀行により日銀特融が行われることになった。 日本銀行法第25条発動の効果は直ちに現れたというわけではなかったが、次第に解約状況も落ち着きが見られるようになった。
1997年11月、山一證券が自主廃業した。四面楚歌の山一証券にとって頼みの綱はメインバンクの富士銀行と大蔵省だった。だが、この時「飛ばし」（すなわち顧客企業との取引で評価損を生じた場合、決算で損失が表面化しないよう決算期の異なる企業間で含み損のある有価証券を転売する行為）による簿外債務が2600億円にものぼっていた。これを織り込むと、証券会社の健全性を示す自己資本規制比率は危機ラインの120％を下回っていたため、大蔵省に報告すれば、直ちに業務停止命令を受けるのは確実であった。「メインバンクの富士銀行にすがるしかない」、と山一證券は一縷の望みを富士に託した。それまで飛ばしの疑惑が報道されるたびに、富士銀は真相をただしてきたが、山一證券首脳陣は一貫して否定してきた。富士の山一證券に対する不信感は根強く、1997年春に要請を受けた劣後ローンも拒否した 。富士銀行が簿外債務の件を知ったのは、10月6日に山一證券常務の渡辺と前副社長の沓澤龍彦が富士銀行を訪れて簿外債務の存在を明らかにすると共に再建計画を説明し支援を求めたときだった。11月11日に出された山一證券への最終回答としては「劣後ローンは250億円程度が限度で、過去に無担保で融資した分について早急に担保を差し入れること」だった。
親密だった富士は「山一を支援するだけの余力がなかった」と市場からみなされ、株価が暴落する事態になった。同年6月に1,860円だった富士銀行株は、翌1998年（平成10年）10月には252円まで値下がりしている。国内50拠点を統廃合、海外拠点をほぼ半減し、1998年（平成10年）から2000年（平成12年）にかけて行員1,700名のリストラを余儀なくされた。金融早期健全化法に基づく公的資金注入は、都市銀行の中でも最大規模の1兆円に達した。

#### 安田信託銀行の経営危機
1999年には系列の安田信託銀行（現：みずほ信託銀行）が経営危機に陥り、第三者割当増資を引き受け救済子会社化するが、もはや富士独力での再建は不可能だった。ここで浮上したのが第一勧業銀行との連携であった。2行の傘下にあった富士信託銀行と第一勧業信託銀行を合併し、第一勧業富士信託銀行とした上で、安田信託の中でも比較的高収益だった法人・年金部門を分割譲渡。こうした経緯から第一勧銀との関係が生まれ、みずほFG発足へとつながっていった。この連携の素地には1969年にクレジットカード業務を行うために設立した合弁会社であるユニオンクレジットの成功による両行の信頼関係が存在していた。また、1960年代後半に地方店舗整理の際日本勧業銀行と一部店舗を交換（相手行店舗と統合）した。

#### 9.11ニューヨーク事業所の罹災

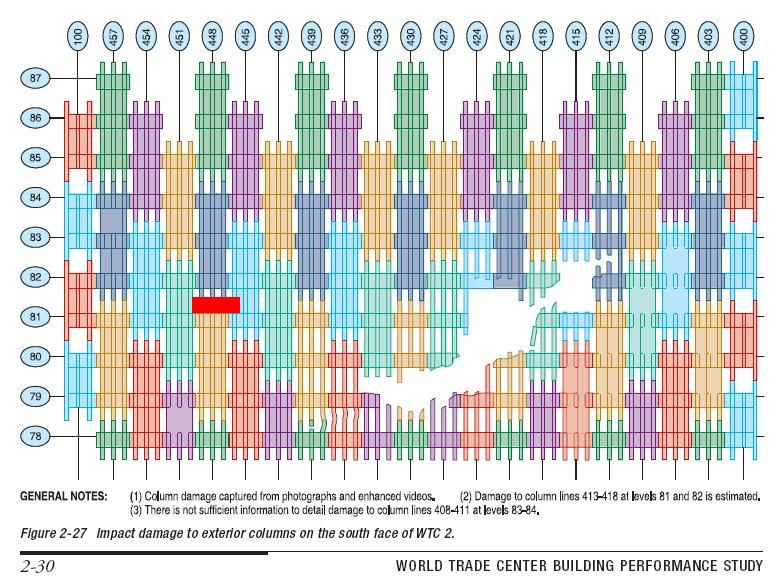
ユナイテッド航空175便がツインタワー南棟に突入した瞬間を示す概略図。富士銀行ニューヨーク支店所在階や支店員だった生存者のスタンレー・プレムナスの位置も標記された。

合併統合を目前にした2001年9月11日、アメリカ同時多発テロ事件で、ハイジャックされたユナイテッド航空175便が世界貿易センタービル南棟78-84階に衝突した。ニューヨーク支店および現地法人等は南棟79-82階に入居し、現地採用を含め約700人ほどが勤務に従事していた。このうち支店長のほか、米州営業部長、米州営業管理部長、みずほキャピタルマーケッツ社長など12名が犠牲となった。事件の翌年12月に犠牲となった1行員の妻がこれについて綴ったエッセイを上梓し、2004年9月11日には2時間ドラマ「9・11 NYテロ真実の物語」としてフジテレビ系のプレミアムステージ枠にて実写化・放映された。

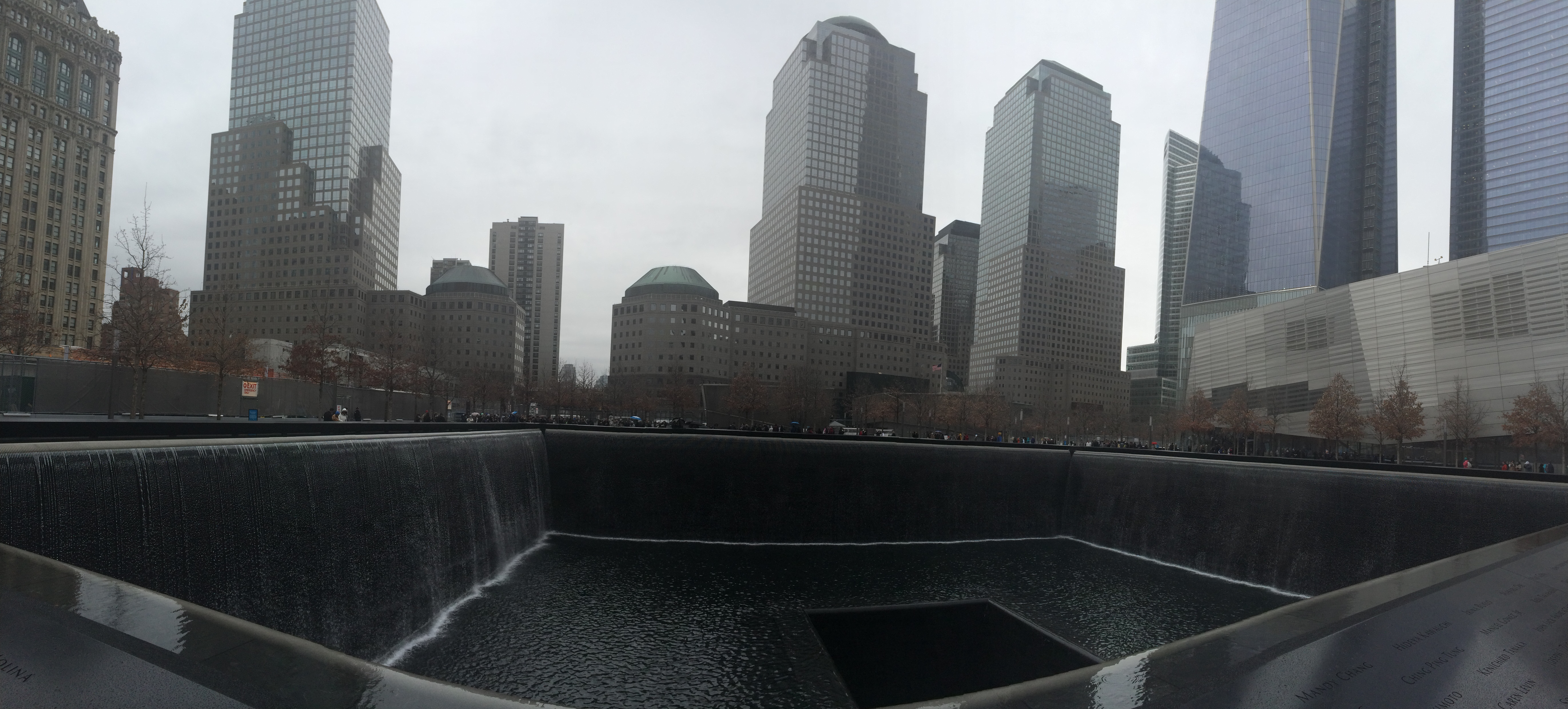
国立9.11記念博物館（ナショナル・セプテンバー11メモリアル&ミュージアム）南プールにあるS-44番パネルは、富士銀行行員たちのの氏名を刻まれている。

国立9.11記念博物館（ナショナル・セプテンバー11メモリアル&ミュージアム）南プールにあるS-44からS-45番パネルは、富士銀行行員の氏名が刻まれている。2005年9月11日、みずほFG本部前（事件発生当時の富士銀行本店）に追悼の慰霊碑が設置された。ニューヨーク市消防局から寄贈されたもので、犠牲者の名が刻まれている。みずほFGが本社を置く大手町タワーの完成後には慰霊碑もタワーと同区画内に設けられた緑地である「大手町の森」の中に移設され、毎年9月11日には献花台が設けられる。

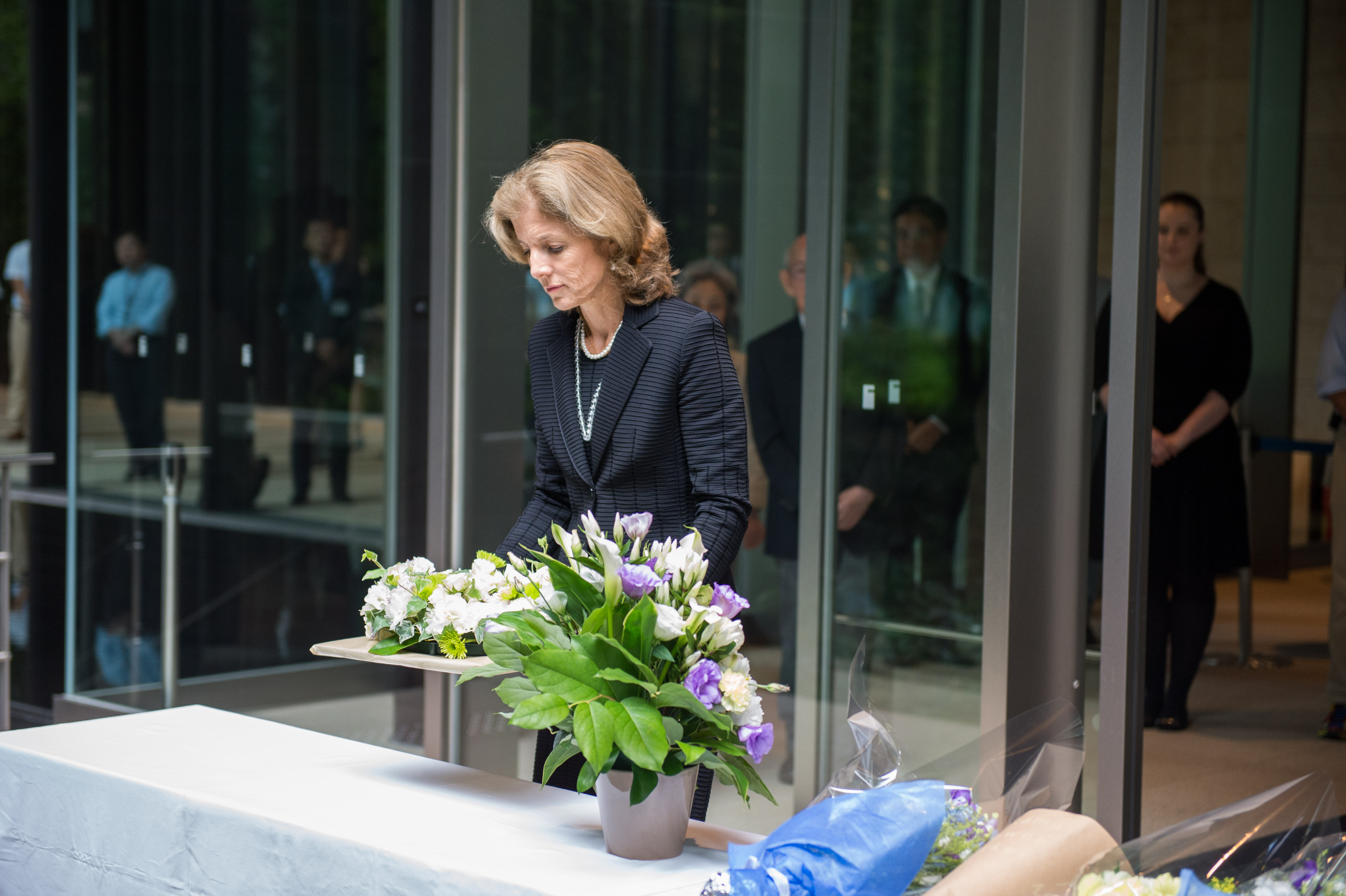
アメリカ同時多発テロ事件で犠牲となった富士銀行職員の慰霊碑に献花するため大手町タワーを訪れた日本駐箚アメリカ合衆国特命全権大使キャロライン・ケネディ

### 大手町の森

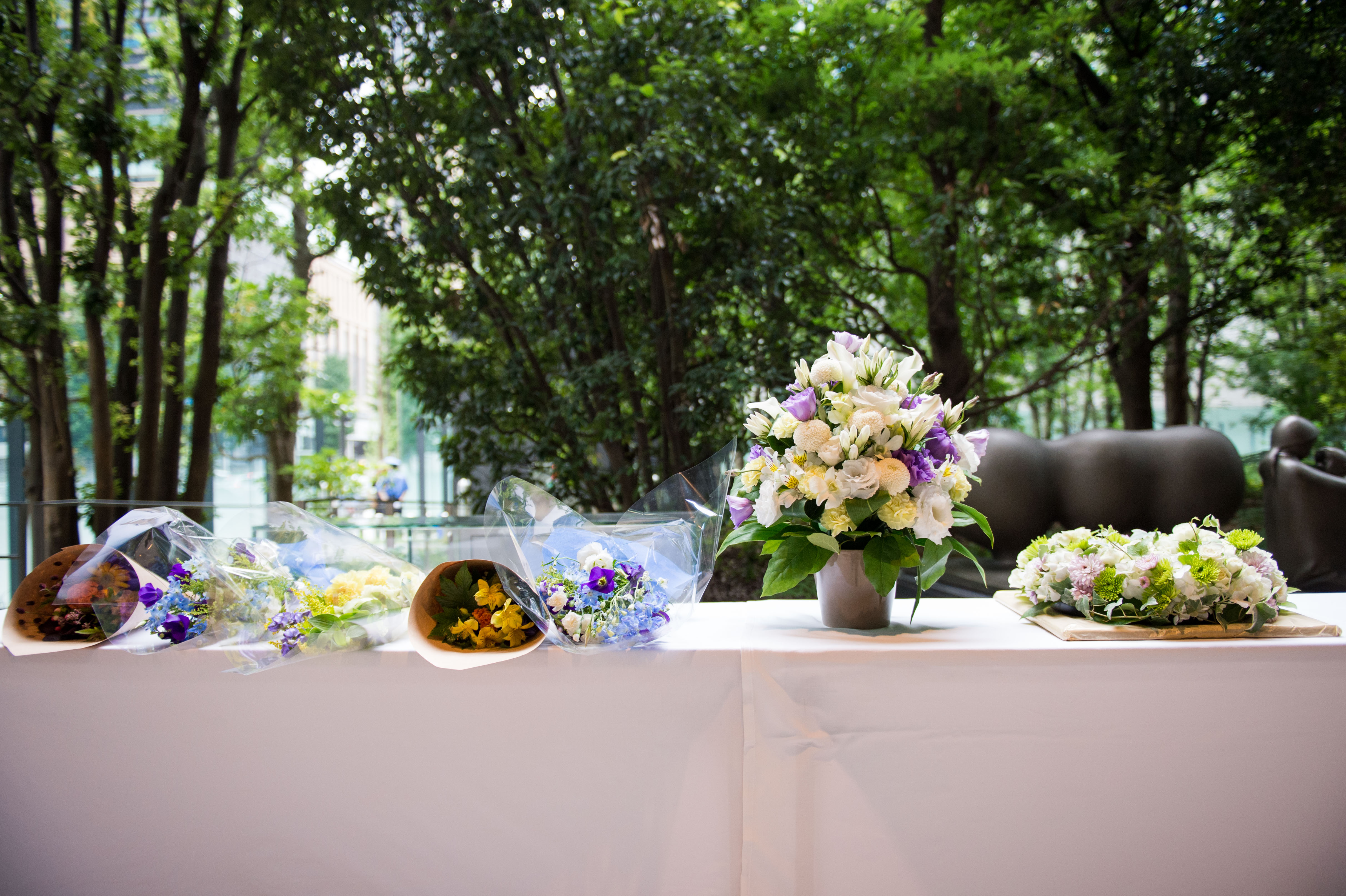
アメリカ同時多発テロ事件で犠牲となった富士銀行職員の慰霊碑（奥）と献花台（手前）

西側にある大手町フィナンシャルセンターの跡地には「大手町の森」と呼ばれる広場が整備されており、ヒートアイランド現象の緩和を目的とした約3,600m2の緑地とされることになった。
この緑地には、約2mの厚さで千葉県で育成された森が土壌ごと移植され、コナラやケヤキなど広葉樹を含めて大小さまざまな樹木だけでなくその下に草本類が植えて生物多様性を配慮している。君津市から移植した200本余りの高木などが植樹されている。また、この緑地には、アメリカ同時多発テロ事件で犠牲となった富士銀行職員のための慰霊碑が建立されている。もともとこの慰霊碑は、みずほ銀行大手町本部ビル（旧富士銀行本店ビル）に設置されていた。東京芸術大学美術学部教授を務めた山本正道により制作されたブロンズ像に加え、ニューヨーク市消防本部から寄贈された世界貿易センタービルの鉄骨の一部が安置されていた。しかし、大手町タワーの建設をはじめとする再開発にともない、みずほ銀行大手町本部ビルが取り壊されることになった。そのため、みずほ銀行の支店等が入居する丸の内二丁目ビルに、一時移転していた。その後、大手町タワー、および、大手町の森が完成したことから、再びこの地に移設された。富士銀行の流れを汲むみずほフィナンシャルグループでは、毎年この慰霊碑の前に献花台を設置している。また、在日本アメリカ合衆国大使館の関係者らも、折にふれ献花するのが恒例となっている。

### 3行合併、みずほ銀行発足へ

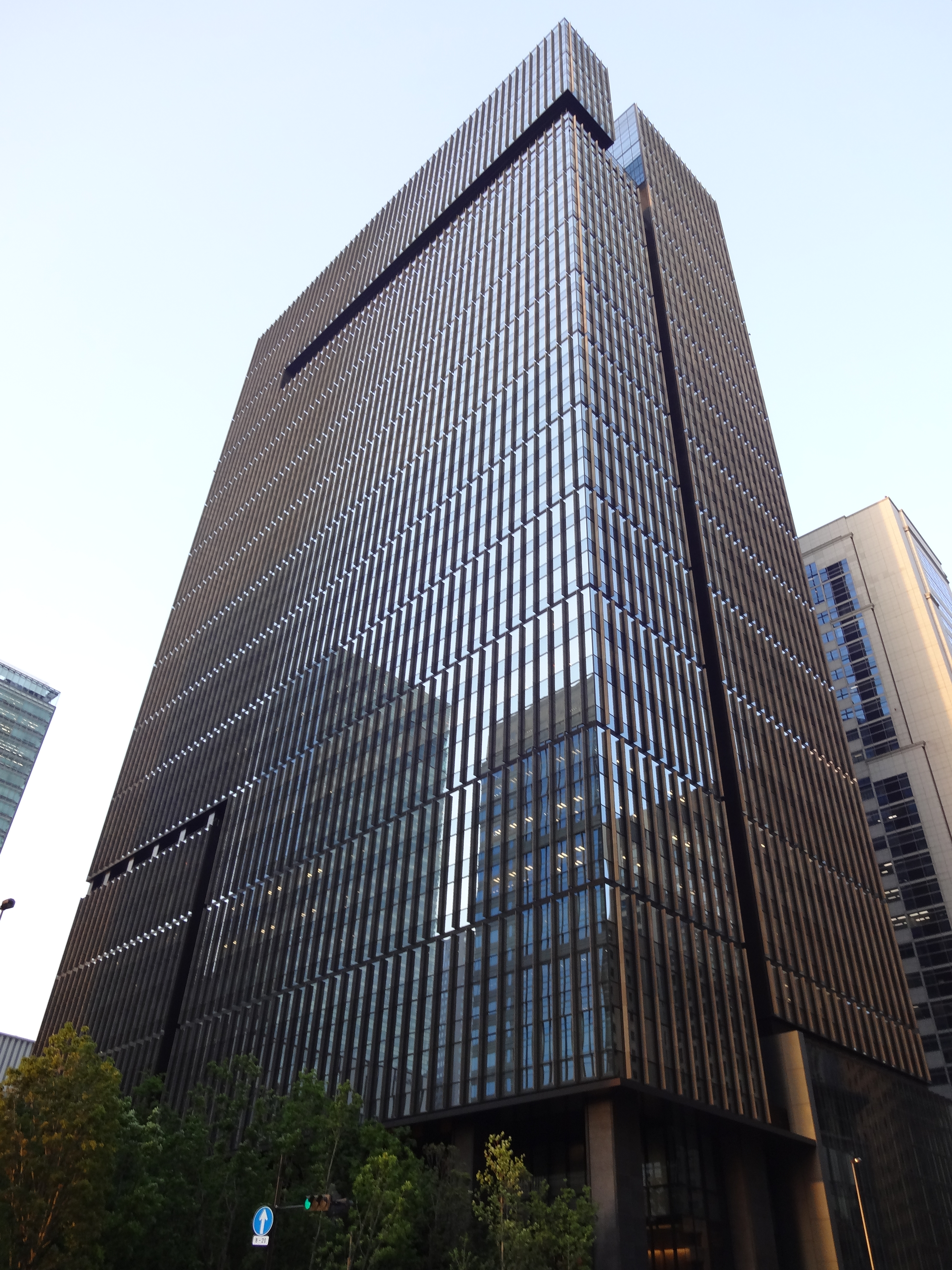
富士銀行本店の跡地に建設されたみずほ銀行本店（大手町タワー）

富士銀行は、融資先の芙蓉グループ各企業が弱体化、親密な山一證券が破綻し、丸紅や日産自動車の経営不安が囁かれ、ゼネコンの会社更生法申請が相次いだ。公的資金の注入額は銀行最多の1兆円に達した。1998年には系列の安田信託銀行の救済にあたって第一勧銀の協力を得ており、また傘下の勧角証券の大株主だったこともあり、かねてから「合併の第一候補としてはまず第一勧銀」（山本惠朗頭取）と公言していた。
富士銀行は前年秋に芙蓉会の幹事を退き、幹事は丸紅、安田生命、安田火災の3交代制に移行。富士（みずほ銀行）は芙蓉会の一加盟社となった。さらに2000年9月には事務局を丸紅に移した。この後、安田火災は2002年に日産火災と合併し損害保険ジャパンとなった。（2010年に損害保険ジャパンは日本興亜損害保険と経営統合。2014年に両社は合併し損害保険ジャパン日本興亜となった。また2004年1月に安田生命も三菱グループの明治生命保険と合併し、明治安田生命保険となった。）
2002年4月1日に、第一勧業銀行に「カスタマー・コンシューマー銀行業務に関する諸営業（リテール部門）」を承継させ、また同行から「コーポレート銀行業務に関する諸営業」を承継し、並びに日本興業銀行を合併。みずほコーポレート銀行と改称した。2002年から2013年までの富士銀行の法定手続上の承継会社はみずほコーポレート銀行であった。2013年7月1日にみずほコーポレート銀行がみずほ銀行を吸収合併。行名をみずほ銀行に改めた。

## 沿革
- 1864年3月 - 安田善次郎、江戸日本橋乗物町（現：中央区堀留）に露天の乾物商兼両替商・安田屋を開業。
- 1866年4月 - 安田屋、店舗を持ち江戸日本橋小舟町に移転。両替商専業の安田商店と改称。
- 1876年
  - 12月 - 安田善次郎、川崎八右衛門と共に第三国立銀行（のちの初代第三銀行[29]）を設立。
- 1880年
  - 1月 - 安田商店を合本安田銀行へ改組する。このときにのちの富士銀行が創業する。資本金は20万円、従業員は31名、店舗数は3（本店、栃木支店、宇都宮支店）だった。
- 1893年
  - 7月 - 合資会社に改組。
- 1900年
  - 10月 - 合名会社に改組。
- 1912年
  - 1月 - 株式会社に改組[注 8]する。資本金は1000万円で店舗数は22（うち出張所8）。
- 1923年
  - 7月 - 株式会社保善銀行[注 9]設立。
  - 11月 - 株式会社保善銀行を存続銀行として（旧）安田、第三[29]、明治商業（以上東京）、日本商業（兵庫）、京都[29]、百三十（大阪）、二十二（岡山）、根室（北海道）、肥後[29]（熊本）、信濃（長野）、神奈川[29]の11行が合併し、株式会社安田銀行と商号変更。資本金1億5000万円と巨額なものとなった。店舗数は211（うち出張所52）。預貸金ともに、当時の日本国最大の銀行となった。そして、このときに本店を現在地に移転。
- 1924年
  - 12月 - 株式会社浜松商業銀行を浜松委托（現:浜松委托倉庫）より買収。
- 1928年
  - 6月 - 合名会社毛利銀行を買収。
- 1943年
  - 3月 - 株式会社京都大内銀行を株式会社丹和銀行と分割買収。
  - 4月 - 株式会社日本昼夜銀行を合併。
  - 12月 - 株式会社日本信託銀行（現：大和証券グループ本社）から普通銀行業務を譲受。

- 1944年

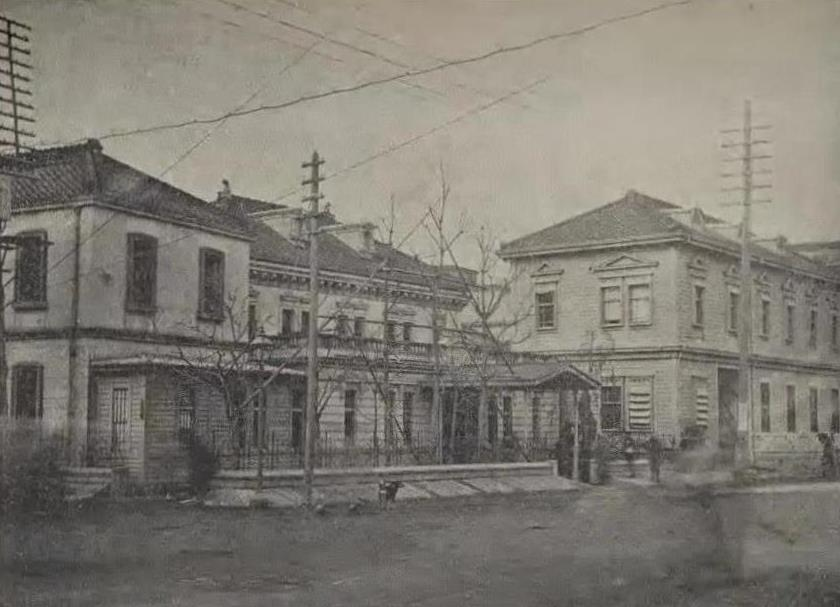
帝国商業銀行（1901年）。

  - 5月 - 旧武陽銀行・三十六銀行→日本昼夜銀行の店舗を埼玉銀行に営業譲渡[注 10]。
  - 8月 - 株式会社安田銀行が株式会社昭和銀行ならびに株式会社第三銀行[29][注 11]（二代目、旧帝国商業銀行）を合併。
- 1946年 - 財閥解体により、安田保善社との関係がなくなる。
- 1948年
  - 10月 - 株式会社安田銀行が株式会社富士銀行と商号変更[注 12]。新資本金13億5000万円で第1位となる。従業員数は7,899名。店舗数は189（うち出張所４）。
- 1949年 - 外国為替銀行に指定。
- 1952年 - 大正12年からの本店に隣接して新館が完成。以来、昭和41年まで本店として利用。
- 1952年 - 戦後初の海外支店として富士銀行ロンドン支店を開設。
- 1952年 - 富士銀行千住支店にフランス兵2名と日本人4名がピストルを手に押し入り、280万円を強奪[30]。
- 1956年 - 富士銀行ニューヨーク支店を開設。世界の二大金融市場に進出。
- 1960年 - 日本初のカード会社、日本ダイナースクラブ設立。
- 1963年 - 富士銀行新宿西口・東武練馬・大阪駅前・玉川・デュッセルドルフ支店を開設。
- 1966年 - 1996年時点での新本店が完成する。また、このときに普通預金オンラインシステムの試行に成功。
- 1967年 - 富士銀行ソウル駐在員事業所（1972年にソウル支店に昇格）を開設。
- 1969年 - 富士銀行ロサンゼルス駐在員事業所（1972年にロサンゼルス支店に昇格）を開設。
- 1972年 - スイス富士銀行を設立。
- 1978年
  - 2月20日 - 第2次総合オンライン完成。
- 1980年
  - 11月1日 - 創業100周年を迎える。
- 1984年
  - 1月26日 - 米国大手金融会社ウォルター・イー・ヘラー・アンド・カンパニーおよびウォルター・イー・ヘラー・オーバーシーズ・コーポレーション（現社名・ヘラー・フィナンシャル・インクおよびヘラー・インターナショナル・グループ・インク）を買収。
- 1987年
  - 9月18日 - 日本の銀行として初めてロンドン証券取引所へ上場。
- 1988年
  - 10月1日 - 富士総合研究所を設立。
- 1989年
  - 7月1日 - 米国有力投資銀行ウルフェンソーン社との合併企業富士ウルフェンソーン・インターナショナルを設立。
- 1991年
  - 3月 - 「欧州アドバイザリーボード」が設置。
  - 9月12日 - 富士銀行不正融資事件（以下参照）発覚。赤坂支店などの幹部行員が逮捕。
- 1992年8月 - 「経営懇話会」が発足。
- 1994年
  - 10月19日 - 富士証券を設立。
- 1995年
  - 11月1日 - 富士銀投資顧問と富士投信が合併。また、富士投信投資顧問が発足。
- 1996年
  - 6月11日 - 富士信託銀行を設立。
- 2000年
  - 9月29日 - 株式会社富士銀行、株式会社第一勧業銀行及び株式会社日本興業銀行が株式移転により株式会社みずほホールディングスを設立し、3行はその完全子会社となり、事実上の傘下に入った。
- 2001年
  - 9月11日 - アメリカ同時多発テロ事件が発生、ニューヨーク支店罹災。
- 2002年
  - 4月1日 - 株式会社富士銀行を存続銀行として株式会社日本興業銀行と合併し、併せて株式会社第一勧業銀行よりコーポレートバンキング業務を分割承継して、株式会社みずほコーポレート銀行と商号変更[注 13]。みずほホールディングス傘下へ。
- 2013年
  - 7月1日 - 株式会社みずほコーポレート銀行を存続銀行として株式会社みずほ銀行と合併し、株式会社みずほ銀行と商号変更。

## 歴代富士銀行頭取一覧

### 歴代頭取・社長一覧

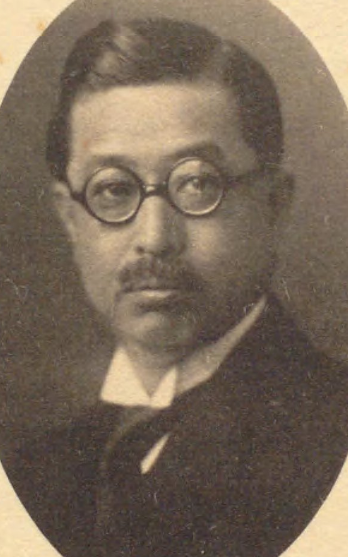
2代目安田善次郎
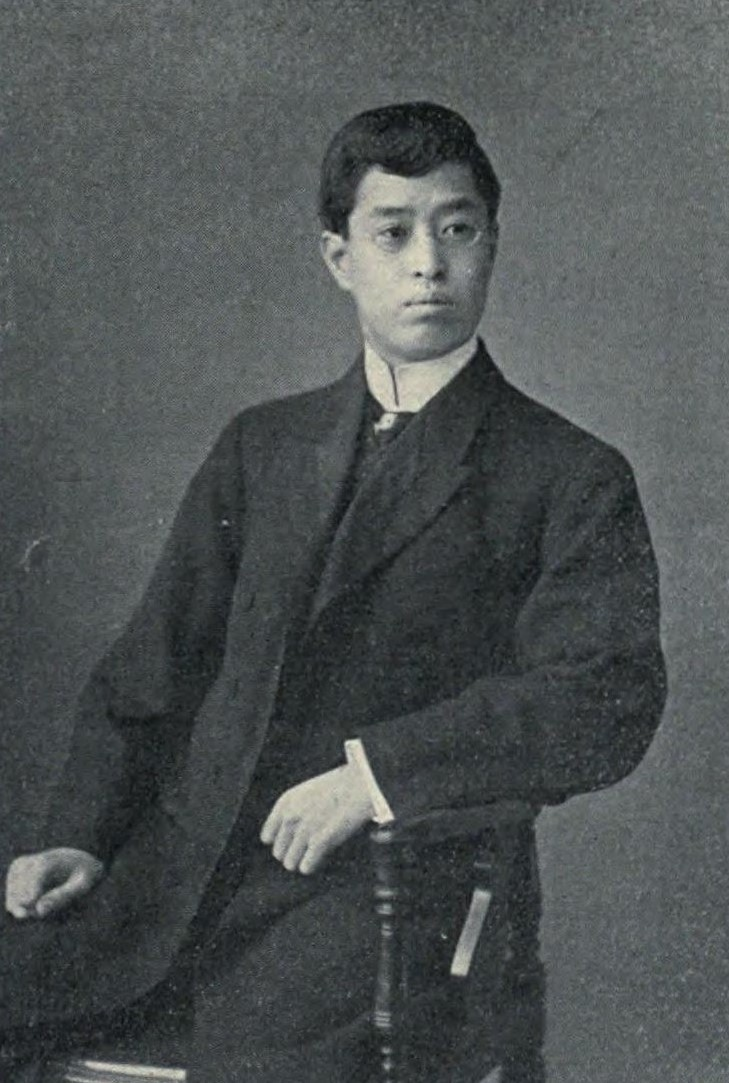
安田善之助

| 安田銀行社長               | 安田銀行社長               | 安田銀行社長               | 安田銀行社長               | 安田銀行社長                     | 安田銀行社長                                                           | 副頭取                   |
| 代                         | 氏名                       | 就任日                     | 退任日                     | 出身大学・学部                   | その他の役職・備考                                                     | 氏名                     |
| -------------------------- | -------------------------- | -------------------------- | -------------------------- | -------------------------------- | ---------------------------------------------------------------------- | ------------------------ |
| 1                          | 安田善四郎                 | 1880年1月                  | 1883年1月                  |                                  |                                                                        |                          |
| 2                          | 安田善助                   | 1883年1月                  | 1890年10月                 |                                  | 小湊鉄道社長 水戸鉄道社長                                              |                          |
| 3                          | 安田忠兵衛                 | 1892年1月                  | 1896年4月                  |                                  | 東京火災保険社長（現損害保険ジャパン）                                 |                          |
| 4                          | 安田善之助                 | 1896年4月                  | 1919年7月                  |                                  | 大垣共立銀行頭取 安田生命保険社長                                      |                          |
| 5                          | 安田善五郎                 | 1919年7月                  | 1923年10月                 |                                  | 大垣共立銀行頭取 肥後銀行・四国銀行頭取 安田生命保険・京浜電気鉄道社長 |                          |
| 6                          | 安田善次郎                 | 1923年11月                 | 1936年10月                 |                                  | 大垣共立銀行頭取 安田生命保険社長                                      |                          |
| 7                          | 安田一                     | 1936年10月                 | 1942年1月                  | 東京帝国大学文学部               | 安田生命会長 日本経済団体連合会顧問                                    |                          |
| 8                          | 園部潜                     | 1942年1月                  | 1945年5月                  | 東京高等商業学校（現：一橋大学） | 安田保善社理事                                                         |                          |
| 9                          | 武井大助                   | 1945年5月                  | 1945年10月                 | 東京高等商業学校（現：一橋大学） | 大日本帝国海軍中将 文化放送社長                                        |                          |
| 10                         | 安念精一                   | 1945年10月                 | 1946年12月                 | 早稲田大学                       | 安田信託銀行社長                                                       |                          |
| 11                         | 井尻芳郎                   | 1946年12月                 | 1948年6月                  | 東京帝国大学                     | 日本道路公団副総裁                                                     |                          |
| 富士銀行頭取（財閥解体後） | 富士銀行頭取（財閥解体後） | 富士銀行頭取（財閥解体後） | 富士銀行頭取（財閥解体後） | 富士銀行頭取（財閥解体後）       | 富士銀行頭取（財閥解体後）                                             | 副頭取                   |
| 12                         | 迫静二                     | 1948年6月                  | 1957年4月                  | 東京帝国大学法学部               | 1949年11月から頭取に呼称変更。 全国銀行協会連合会会長                  |                          |
| 13                         | 金子鋭                     | 1957年4月                  | 1963年5月                  | 東京帝国大学法学部               |                                                                        |                          |
| 14                         | 岩佐凱實                   | 1963年5月                  | 1971年5月                  | 東京帝国大学法学部               | 日本経済団体連合会副会長 経済同友会代表幹事                            |                          |
| 15                         | 佐々木邦彦                 | 1971年5月                  | 1975年5月                  | 東京帝国大学経済学部             | 全国銀行協会連合会会長 日本経済団体連合会常任理事                      |                          |
| 16                         | 松澤卓二                   | 1975年5月                  | 1981年6月                  | 東京帝国大学法学部               | 全国銀行協会連合会会長 日本経済団体連合会副会長                        | 荒木義朗 柴田隆三        |
| 17                         | 荒木義朗                   | 1981年6月                  | 1987年6月                  | 京都帝国大学法学部               | 全国銀行協会連合会会長                                                 | 端田泰三                 |
| 18                         | 端田泰三                   | 1987年6月                  | 1991年6月                  | 東京大学経済学部                 | みずほフィナンシャルグループ名誉顧問 全国銀行協会連合会会長            | 橋本徹                   |
| 19                         | 橋本徹                     | 1991年6月                  | 1996年6月                  | 東京大学法学部                   | 全国銀行協会連合会会長 日本政策投資銀行社長 国際基督教大学理事長       | 山本惠朗 南敬介 笠井和彦 |
| 20                         | 山本惠朗                   | 1996年6月                  | 2002年3月                  | 東京大学経済学部                 | みずほフィナンシャルグループ名誉顧問 全国銀行協会会長                  | 前田晃伸                 |

出典。
- 2代目安田善次郎
- 安田善之助

## 融資系列
富士銀行の融資系列企業は芙蓉グループとして捉えられる。芙蓉グループとは、安田財閥、浅野財閥、大倉財閥等の系譜を引く企業と富士銀行の融資系列からなる企業集団である。芙蓉会、芙蓉懇談会に加盟する企業からなる。“芙蓉”の名は、中核だった富士銀行の“富士”の雅称に由来する。芙蓉のローマ字表記の頭文字を取って「Fグループ」とも呼ばれる。富士銀行との“つながり”がベースとなって形成された企業集団であり、「富士銀行を筆頭とする垂直関係を具備したグループとしての経営支配」ではなく、「グループ企業が互いに対等な関係にあっての業種を超えた交流」といえる。

## 未出店地域

### 統合直前
●（新）安田銀行に時代に店舗が存在した地域
■富士銀行になってから撤退した地域
- ■秋田県、■福井県、岐阜県、三重県、滋賀県、和歌山県、■鳥取県、■島根県、■山口県、徳島県、愛媛県、高知県、佐賀県、●大分県、宮崎県、沖縄県

### 新安田銀行発足時点
（#統合直前のノーマークの県を除く）
○大正期に初出店した地域
□富士銀行になってから出店した地域
- 新潟県、埼玉県、茨城県、千葉県、富山県、○静岡県、○愛知県、□奈良県

## 富士銀行本店・その他支店の建設

### 本店ビル工事概要
- 設計者：三菱地所株式会社
- 施工者：大成建設
- 敷地面積：11,042平方メートル
- 建築面積：5,936平方メートル
- 構造規模：地上16階（一部3階）鉄骨造、地下4階鉄骨鉄筋コンクリート造

建築家の平田重雄（松田平田設計創設者のひとり）は以下のように述べる。「容積地区制が出来て最初に出来上がったこの建物は、その敷地が東京都心の丸の内地区にあるため、色々な意味で建築界に一つのエポックを画した」とした上で「建築主（富士銀行）の話によると、長期に渡って各種各様の検討に当たって最後に銀行首脳部の決断により、この進歩的な案を採用されたとのことだった。まず外部の構成は営業関係の低層部分と事務関係の高層部分とに判然と分かれ、その外装に用いられた材料はその質といい色調といい周辺の舗装と共によく調和され、真に優雅な気品のある風格を完璧な施工が一層これを盛り上げている」と高く評価した。1968年に日本建設業連合会主催の第9回BCS賞を受賞した。
本店左奥のビルは大手町フィナンシャルセンターであり、 安田火災海上ビルの跡地に安田火災海上保険（現損害保険ジャパン）と富士銀行の共同開発により1992年に竣工した。両ビルは既に解体されている。

両ビルの跡地には大手町タワーが建設され、みずほ銀行本店など、みずほフィナンシャルグループの本社が置かれている。東京建物が開発業務を手掛け、大成建設が設計を担当した。高層階はホテル、商業施設などで構成されている。

### 富士銀行横浜支店

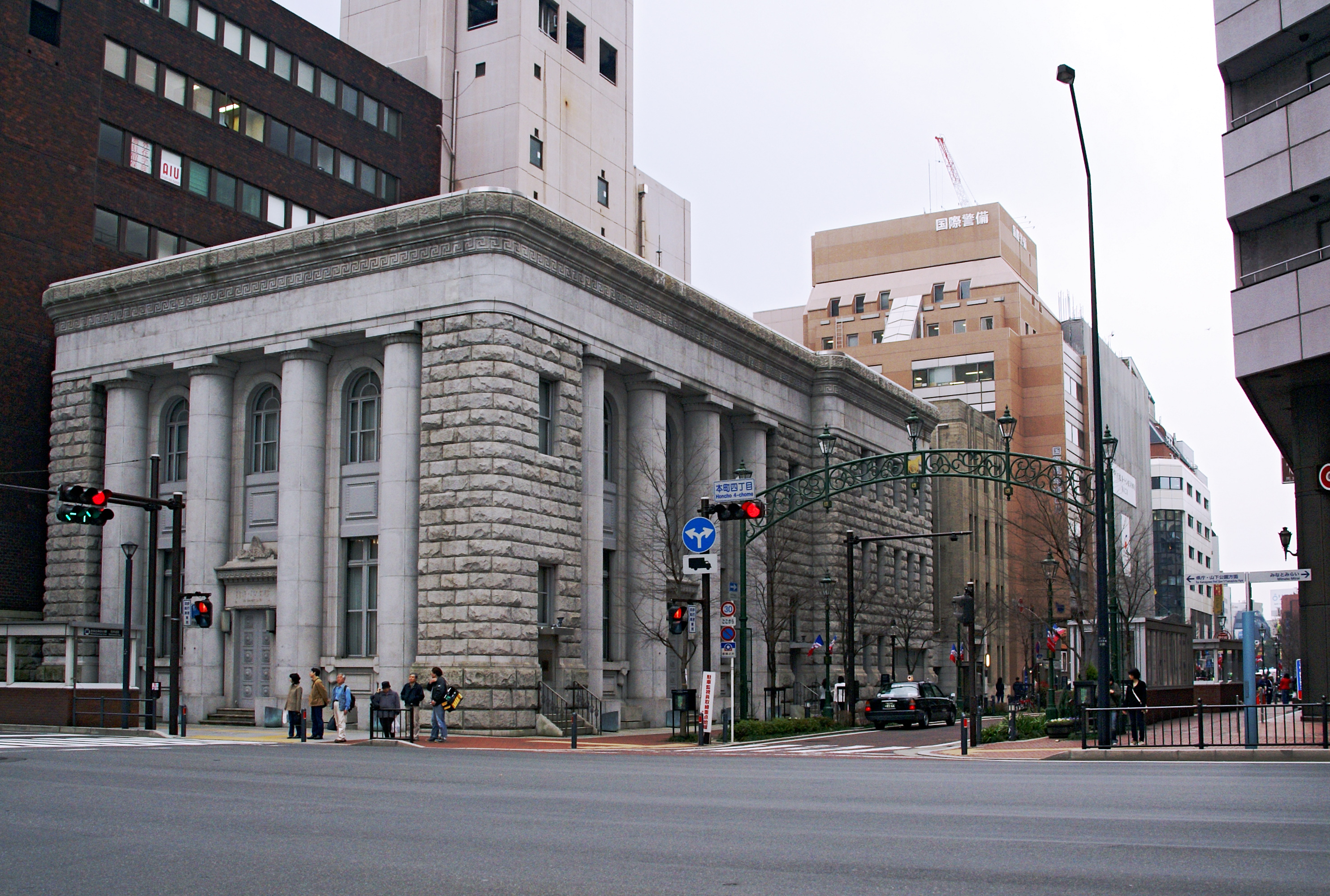
旧富士銀行（安田銀行）横浜支店、1929年建築

旧富士銀行横浜支店は、神奈川県横浜市中区本町4丁目に所在する建築物である。1929年（昭和4年）に安田銀行横浜支店として完成し、2001年まで富士銀行の支店として利用された後、2005年より東京藝術大学大学院の校舎として使用されている。2003年に横浜市認定歴史的建造物に認定された。

### 富士銀行大阪支店
1960年10月竣工、鉄骨鉄筋コンクリート構造（SRC構造）、地下3階・地上9階建て、延床面積は30,248平方メートル。設計は松田平田設計。

## 広報・広告関連

### ビジュアルアイデンティティ
1980年、従来の行章に代えて正方形の中に富士を台形で表した宣伝用ロゴマークを制定した。さらに1988年10月1日の行称変更40周年を機にコーポレートアイデンティティ（CI）の一要素であるビジュアル・アイデンティティ（VI）を導入した。VI導入は、「中期計画 109 - RCT作戦」の柱であるリテールバンキングを推進していくうえで、イメージ戦略を積極的に活用し、他行への優位性確保を図ろうとする理念のもとで実施され、製品・企業ブランディングを手掛ける企業としては世界最大規模であるランドーアソシエイツによる選定と、富士銀に関するイメージ調査をもとに、青・緑のグラデーションを地に先進的でダイナミックな銀行をイメージさせたいとの願いを込めた新ロゴを決定した。このロゴの愛称は行内で募集され、2万点の応募から「ダイナミック フジ」と決定された。

### ストア・アイデンティティ
店舗についても視覚的な統一性を持たせるため什器、備品などの形状、素材までフルコーディネートするストア・アイデンティティ（SI）を1989年8月以降、順次導入。店舗新設の際には最初からフルコーディネートを施し、既存店に関しては店舗改築・改装時に実施することとして、二重投資や大幅な経費増を回避するとの方針を定めた。

### イメージキャラクター
1987年6月、宣伝用ポスターにポール・ニューマンを起用。1989年には指揮者の大友直人とピアニストの仲道郁代を起用、2人が共演する冠イベントコンサートをサントリーホールで開催するなどした。1991年1月からの銀行のTVCM解禁時には、インド人の女性シンガーであるナジマ・アフタール、カナダのエンターテイナーであるディアーヌ・デュフレーヌ、ドイツのバリトン歌手であるオラフ・ベーア、オペラ歌手のチェチーリア・バルトリ、イギリスのパーカッション奏者であるエヴェリン・グレニーらを起用。1992年夏のボーナス支給時には、先述の世界の新進気鋭の音楽家らが出演するシリーズに加え、新たに南果歩、田中律子が共演の上で商品やサービスを伝えるCMも出稿した。1993年、女性タレントをイメージキャラクターに起用する金融機関が多い中、異色ではあるが本木雅弘（富士太郎役）をあえて起用。これには当初行内から異論も出たが、若い女性顧客を中心に好評を博し、みずほ銀に再編される直前の2002年3月まで実に9年もの間、彼がイメージキャラクターを務め続けた。ほかにとんねるずらが起用された。
1989年には新社会人向けキャンペーンにウルトラマンを起用した。パンフレット『ウルトラ流3分間ビジネス術』を発行し、営業店で無料配布したほか、主な取引先企業の社員にも配布した。その他、新聞・雑誌広告を展開した。

### マスコットキャラクター
1962年冬のボーナス支給による預金獲得キャンペーンを実施する際、ディズニーキャラクターを利用した販促品の頒布を企画した。しかし、ウォルト・ディズニー・カンパニー（ディズニー社）から利用許諾を得ることが出来なかったため、富士銀は「ボクちゃん」というオリジナルキャラクターを生み出した経緯があった。

## 不祥事

### 富士銀行行員顧客殺人事件
1998年7月2日に埼玉県南埼玉郡宮代町で発生した殺人事件。富士銀行の現役銀行員が自行の顧客を殺害した事件として注目された。

埼玉県春日部市にある富士銀行春日部支店の行員だったO・T（当時32歳。以下「O」と表記）は、老夫婦AとBの担当だった。夫妻はいつも顔を見せてくれるOを懇意にし、定期預金の運用をOに任せていた。Oは夫妻から預かった金を別の運送業者へ融資するという不正な「浮貸し」を行ったが、2,500万円の債務を負ったため、発覚を恐れて夫妻を殺害した。

### 富士銀行巨額不正融資事件（赤坂支店事件）
1991年9月、富士銀行赤坂支店を舞台に、幹部行員が銀行の信用を背景に取引先に架空の預金証書を発行、それを担保に都内の不動産業者ら27社7個人が、15のノンバンク（すなわち預金を受け入れないで融資をしている会社）から総額約8200億円（不正額累計）もの巨額を不正に引き出した詐欺事件である。
赤坂支店のN・M元渉外課長（当時38歳）は、1987年からコンピュータに架空預金額を打ち込んで預金証書を作り、その後で入金ミスだとしてこの記録を抹消した。預金証書は廃棄せず、偽造の質権設定承諾書（預金を担保にするのを銀行が認める書類）と共にノンバンクに持ち込んで融資を引き出し、同支店に開設した取引先口座に一時預金した。1週間以内に解約するなどして融資金を騙し取るという手口である。これらの資金は、おもに地上げや不動産投資に流れており、大手銀行の地価大暴騰元凶説が裏付けられた。この不正融資は、地上げへの批判から融資が締めつけられた結果考え出された方法と言われている。
N・MのほかS・A（赤坂支店営業課長代理、当時39歳）とS・K（日比谷支店次長兼渉外課長、当時36歳）ら元行員3人を有印私文書偽造および同行使と特別背任罪で丸の内警察署に告訴した。警視庁は知能犯を担当する捜査2課が、ロッキード事件以来15年ぶりという異例の特別捜査本部を設置、1991年9月12日、元課長と取引業者ら4人を逮捕。
被告に対する判決公判が1993年7月に東京地方裁判所（原田国男裁判長）で行われた。裁判長は「不正融資は総額6200億円に上るなど空前の規模。銀行の信用を利用した計画的な犯行で社会的影響も大きい。」と述べ、N・M被告に懲役12年が課せられた。元課長は融資の見返りに取引先から約2億円のリベートを受けていた。橋本龍太郎蔵相（のちに内閣総理大臣）の秘書がこの事件で約13億円の無担保融資に関与していたことで橋本は引責辞任する事になった。
更に暴力団に融資金が流れるなど関係者の裾野は広がるばかりで金の流れも複雑であり、相次いで発覚した架空預金・不正融資事件は、その不正規模8200億円という大きさにおいて日本金融市場かつて例を見ない金融犯罪であった。

## その他
- スコットランド出身のポストロックバンド、モグワイのファーストアルバム 『モグワイ・ヤング・ティーム』（1997年）はオリジナルのディスクジャケット[50]に富士銀行恵比寿支店（現：みずほ銀行 恵比寿支店）の外観写真を色反転させたものが使われ、写りこんだ同行のロゴタイプがフィーチャーされている。このため、「富士銀行」という通称でファンに親しまれている。商標上の権利関係により、日本盤のみが店舗の全看板にバレ消し技術を用いた同色塗りつぶしの措置が施されている[51]。
- 2001年9月に小室哲哉に対し、本人所有の著作権を担保として事業資金10億円の融資を行った[52]。
- 富士銀行の法定手続上の承継会社であるみずほコーポレート銀行のウェブサイトでは、2006年12月のサイトリニューアル時に、トップページ の画像に葛飾北斎の『凱風快晴』（赤富士）を使用していた。

## 出身者
- 安田善五郎 - 元 頭取、京浜電気鉄道社長、四国銀行頭取
- 迫静二 - 1922年入行、元 頭取
- 金子鋭 - 1924年入行、元 頭取・会長
- 藤村謙二 - 1924年入行、元 東京建物 社長
- 弥富武 - 1932年入行、元 常務取締役、東京建物 社長
- 水野衛夫 - 1934年入行、元 安田生命 社長
- 柴田隆三 - 1945年入行、元 副頭取、東京建物 社長・会長
- 玉城俊一 - 1946年入行、元 取締役小舟町支店長、元 荘内銀行 頭取
- 端田泰三 - 1950年入行、元 頭取・会長
- 石井正勝 - 1951年入行、元 常務取締役、東京建物 社長・会長
- 稲垣精一 - 1952年入行、元 肥後銀行 頭取
- 唐沢俊二郎 - 1953年入行、元 衆議院議員（自由民主党所属）・郵政大臣
- 多田武彦 - 1953年入行、作曲家
- 笹原信一郎 - 1956年入行、元 取締役 仙台支店長、元 荘内銀行 頭取
- 橋本徹 - 1957年入行、元 頭取・会長、元ドイツ証券会長、元日本政策投資銀行社長
- 北島義俊 - 1958年入行、大日本印刷 社長
- 南敬介 - 1958年入行、元 副頭取、東京建物 社長・会長
- 伊藤新造 - 1959年入行、元 常務取締役、芙蓉総合リース 社長、いとうあさこの父
- 山本惠朗 - 1959年入行、元 頭取、元 みずほホールディングス 会長
- 和地孝 - 1959年入行、元 取締役、テルモ 社長・会長
- 笠井和彦 - 1959年入行、元 副頭取、元 安田信託銀行 会長、元 ソフトバンク取締役、元 福岡ソフトバンクホークス球団社長
- 町田睿 - 1962年入行、元 常務取締役、元 荘内銀行 頭取、北都銀行 会長、元 フィデアホールディングス取締役会議長
- 衛藤博啓 - 1964年入行、元 常務取締役、元 みずほ信託銀行社長
- 小栗宏夫 - 1965年入行、元 常務取締役、元 肥後銀行 頭取・会長
- 前田晃伸 - 1968年入行、元 副頭取、元 みずほフィナンシャルグループ社長・会長、現 日本放送協会 会長
- 池田輝彦 - 1969年入行、元 みずほコーポレート銀行 副頭取、元 みずほ信託銀行 社長・会長
- 岡野光喜 - 1969年入行、元スルガ銀行 社長
- 里村正治 - 1969年入行、元 代表取締役常務、元 荘内銀行 会長、フィデアホールディングス代表執行役社長
- 森俊英 - 1969年入行、南日本銀行 会長
- 高木勝 - 1969年入行、明治大学 教授
- 土屋嶢 - 1970年入行、元大垣共立銀行 頭取、会長
- 吉本和彦 - 1970年入行、元 (旧) みずほ銀行 常務執行役員、元みずほ情報総研専務取締役、元 フィデアホールディングス代表執行役副社長、地方公共団体情報システム機構理事長
- 上杉純雄 - 1971年入行、元 常務執行役員、元 ユーシーカード 社長、元 みちのく銀行 会長
- 荒牧幹人 - 1972年入行、元 執行役員、元 パレスホテル社長
- 木川眞 - 1973年入行、元 みずほコーポレート銀行 常務取締役、元 ヤマト運輸 社長・会長、元ヤマトホールディングス取締役会長
- 野中隆史 - 1975年入行、元 (旧) みずほ銀行副頭取、元 みずほ信託銀行社長
- 西堀利 - 1975年入行、元 (旧) みずほ銀行頭取、フィデアホールディングス取締役会議長
- 種橋牧夫 - 1979年入行、東京建物会長、不動産協会副理事長
- 林信秀 - 1980年入行、元みずほ銀行頭取
- 田尾祐一 - 1981年入行、元（旧）みずほ銀行長野中央支店長、元みずほ総合研究所副社長、フィデアホールディングス代表執行役社長、荘内銀行頭取
- 黛円 - 1983年入行、俳人、黛まどか名義で活動
- 笠原慶久 - 1984年入行、元みずほ信託銀行常務執行役員、肥後銀行頭取、九州フィナンシャルグループ社長
- 大内孝夫 - 1984年入行、名古屋芸術大学教授
- 北島義斉 - 1987年入行、大日本印刷 副社長
- 富岡由紀夫 - 1987年入行、元 参議院議員
- 小田原潔 - 1987年入行、衆議院議員（自由民主党所属）
- 加藤勝彦 - 1988年入行、みずほ銀行頭取
- 富岡芳忠 - 1989年入行、衆議院議員（民主党所属）
- スタンレー・プレムナス（英語版） - 1989年入行[53]、元ニューヨーク支店員、アメリカ同時多発テロ事件生存者
- 奥村真介 - 1990年入行、元 アデコ 社長
- 福嶋健一郎 - 1991年入行、元 衆議院議員（民主党所属）、クロスランゲージ 社長、サッカービジネスアナリスト
- 大塚久美子 - 1991年入行、元 大塚家具社長
- 江田良子（旧姓・北島） - 女子陸上部に入部。元 女子陸上競技（長距離走・マラソン）選手（みずほ銀行→ヤマダ電機）、元 レッズランドスクール・ランニングプロジェクト指導者、スポーツエイド・ジャパン「ランニング塾」指導者